# Zierliche Asselspinne
Die Zierliche Asselspinne (Nymphon rubrum) ist eine Art aus der Klasse der Asselspinnen.

## Merkmale
Die Tiere haben eine Körperlänge von maximal 10 Millimetern, die Beine sind zusätzlich bis zu 25 Millimeter lang. Die Pedipalpen und Cheliceren sind deutlich ausgebildet. Der Eiträger (Oviger) ist sehr dünn, aber bei beiden Geschlechtern ausgebildet.

## Vorkommen und Lebensweise
Die Zierliche Asselspinne tritt an fast allen Meeresküsten Europas auf und besiedelt Polypenstöcke, Moostierkolonien oder Algen in Küstennähe. Die Art ernährt sich vor allem von Polypenstöcken, an denen sie mit ihren Cheliceren einzelne Polypen packen und aussaugen.

## Belege